# Qui veut gagner des millions?
Qui veut gagner des millions (edizione francese di Chi vuol essere milionario?) è un programma televisivo francese di genere gioco a premi trasmesso su TF1 dal 3 luglio 2000 al 2016 e condotto da Jean Pierre Foucault, poi da Camille Combal. Il montepremi era all'epoca di 3.000.000 di franchi francesi; successivamente, con l'avvento dell'euro, è stato portato a 1.000.000 di euro, come gli analoghi format ispiratori degli altri paesi del mondo.
Il programma è tornato in onda il 19 gennaio 2019, sempre su TF1, ottenendo 5.173.000 telespettatori e il 28.9% di share.

## Montepremi (Pyramide des gains)
(Primo montepremi in franchi 2000-2001)
1º Domanda • 1 000₣ (152€)
2º Domanda • 2 000₣ (304€)
3º Domanda • 3 000₣ (457€)
4º Domanda • 5 000₣ (762€)
5º Domanda • 10 000₣ (1,524€) (1º somma garantita)
6º Domanda • 20 000₣ (3,048€)
7º Domanda • 40 000₣ (6,097€)
8º Domanda • 80 000₣ (12,195€)
9º Domanda • 150 000₣ (22,867€)
10º Domanda • 300 000₣ (45,734€) (2º somma garantita)
11º Domanda • 500 000₣ (76,224€)
12º Domanda • 700 000₣ (106,714€)
13º Domanda • 1 000 000₣ (152,449€)
14º Domanda  • 1 500 000₣ (228,673€)
15º Domanda • 3 000 000₣ (457,346€) (bandiera a scacchi)
(Primo montepremi in euro 2001-2009)
1º Domanda • 200€
2º Domanda • 300€
3º Domanda • 500€
4º Domanda • 800€
5º Domanda • 1 500€ (1º somma garantita)
6º Domanda • 3 000€
7º Domanda • 6 000€
8º Domanda • 12 000€
9º Domanda • 24 000€
10º Domanda • 48 000€ (2º somma garantita)
11º Domanda • 72 000€
12º Domanda • 100 000€
13º Domanda • 150 000€
14º Domanda • 300 000€
15º Domanda • 1 MILIONE € (bandiera a scacchi)
(Secondo montepremi in euro 2009-2016)
1º Domanda • 800€
2º Domanda • 1 500€ (1º somma garantita)
3º Domanda • 3 000€
4º Domanda • 6 000€
5º Domanda • 12 000€
6º Domanda • 24 000€
7º Domanda • 48 000€ (2º somma garantita)
8º Domanda • 72 000€
9º Domanda • 100 000€
10º Domanda • 150 000€
11º Domanda • 300 000€
12º Domanda • 1 MILIONE € (bandiera a scacchi)
(Terzo montepremi in euro dal 19 gennaio 2019 - attuale)
1º Domanda • 100 €
2º Domanda • 200 €
3º Domanda • 300 €
4º Domanda • 500 €
5º Domanda • 1 000 € (1º somma garantita)
6º Domanda • 2 000 €
7º Domanda • 4 000 €
8º Domanda • 8 000 €
9º Domanda • 12 000 €
10º Domanda • 24 000 € (2º somma garantita)
11º Domanda • 36 000 €
12º Domanda • 72 000 €
13º Domanda • 150 000 €
14º Domanda  • 300 000 €
15º Domanda • 1 MILIONE € (bandiera a scacchi)